# Martti Seilo
Martti Anselm Seilo, född 18 juli 1903 i Viborg, död 26 februari 1963 i Helsingfors, var en finländsk operasångare och skådespelare. Han var från 1936 gift med sångerskan Helmi Liukkonen.
Seilo var son till arbetsledaren Anselm Seilo och Ida Sillanpää. Han studerade vid Konstuniversitetets Teaterhögskola 1922–1924, Helsingfors musikinstitut 1927–1928 och Viborgs musikinstitut 1928–1930. Han verkade som skådespelare vid Åbos teater 1924–1927, Viborgs teater 1928–1930 och verkade som solist vid Finlands nationalopera från 1930. 1953 tilldelades han Pro Finlandia-medaljen.

## Filmografi[2]
- Kaksi Vihtoria, 1939
- Antreas ja syntinen Jolanda, 1941
- Morsian yllättää, 1941
- Onni pyörii, 1942
- Niin se on, poijaat!, 1942
- Han kom genom fönstret, 1952
- Heta från Niskavuori, 1952
- Pekka Puupää kesälaitumilla, 1953
- Alaston malli karkuteillä, 1953
- Kummituskievari, 1954
- Kiinni on ja pysyy, 1955
- Pekka ja Pätkä pahassa pulassa, 1955
- Herra Sotaministeri, 1957
- Niskavuori taistelee, 1957
- Pekka ja Pätkä sammakkomiehinä, 1957
- Pekka ja Pätkä miljonääreinä, 1958
- Autuas eversti, 1958
- Pekka ja Pätkä mestarimaalareina, 1959
- Skandal i flickskolan, 1960
- Tuttavamme Tarkat (TV-serie), 1962